# 시쿄인 히비키
시쿄인 히비키/프린스 그레이는 프리파라 시즌 1, 2, 3과 아이돌타임 프리파라의 등장인물이다.
시쿄인 히비키/프린스 그레이는 프리파라 시즌 2, 3과 아이돌타임 프리파라의 캐릭터로 해외에서 활동하던 유명 모델 겸 배우이다. 귀국 후는 연예계 활동은 물론 파프리카 재단의 이사장 대리 역할을 겸임한다. 드레싱 플라워가 드림 시어터 라이브를 마치고 자신을 괴도 지니어스라고 말하며 드레싱 플라워의 썸머 드림 그랑프리 코디를 훔쳐가 자기 집사에게 맡겨버린다. 어릴적 상처로 우정을 믿지 못하게 되었으나 마나카 라라/라라를 비롯한 아이돌 친구들 덕분에 마음을 조금씩 열고 있다.